# ヘイブリル (マサチューセッツ州)
ヘイヴェル（英: Haverhill、[ˈheɪvrɪl] HAY-vril）（rはほとんど発音しない）は、アメリカ合衆国マサチューセッツ州のエセックス郡にある都市。ニューハンプシャー州境に接している。人口は6万7787人（2020年）。
町はメリマック川に沿っており、ニューベリー・プランテーションから移ってきたほとんどがピューリタンの農業社会として始まった。その土地は1642年11月15日に（法人化の1年後）、ペンタケット族インディアンから3ポンド10シリングで公式に購入した。ペンタケットという名称がヘイブリルに変更され、水力で駆動された製材所と製粉所で始まってから、重要な工業の中心に変貌した。18世紀と19世紀、毛織物工場、皮なめし工場、輸送と造船業が発展した。町には長い間少なからぬ靴の製造業があった。1913年末、アメリカ合衆国で作られる靴の10分の1はヘイヴェルで作られており、その故に当時は「女王のスリッパの都市」というニックネームがあった。また帽子の製造でも知られていた。

## 歴史
ヘイヴェルは、アメリカ史の中で、最初の植民地入植時代から、フレンチ・インディアン戦争、アメリカ独立戦争、南北戦争と各時代でそれなりの役割を果たしてきた。

### 17世紀
町は1640年にニューベリーから移ってきた開拓者によって設立され、当初はペンタケットという名前で呼ばれていた。「ペンタケット」はインディアンの言葉で「曲がりくねった川の場所」を意味している。ジョン・ウォード、ロバート・クレメンツ、トリストラム・コフィン、ヒュー・シェラット、ウィリアム・ホワイト、トマス・デビスなど開拓者が、インディアンからペンタケットと呼ばれていた土地の購入に役立った。この土地はインディアンの酋長パサクオとサガヒューから購入され、認可はペナコック族の酋長パサコナウェイから与えられた。開拓者のトマス・ヘイル、ヘンリー・パーマー、トマス・デイビス、ジェイムズ・デイビス、ウィリアム・ホワイトが初代の町政委員になった。小さな訴訟を終わらせるために指名された最初の判事はロバート・クレメンツ、ヘンリー・パーマー、トマス・ヘイルだった。この同じ裁判所でヘイブリルからアンドーバーまで道路を造るよう指名されたのが、ジョン・オズグッドとトマス・ヘイルだった。「礼拝のオーク」と呼ばれる大きなオークの木の下で礼拝を行ったのもこれら初期の開拓者達だったと言われている。

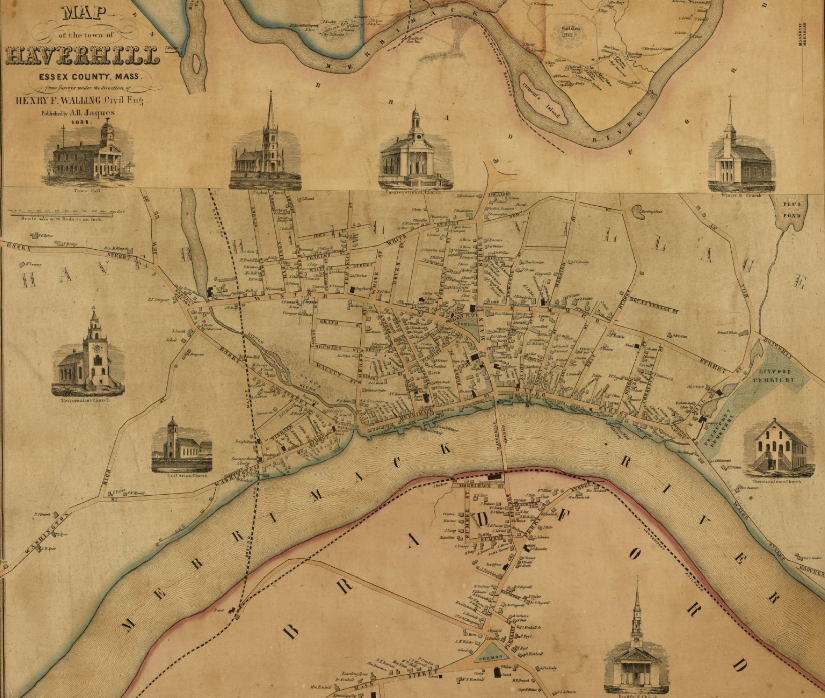
1851年のヘイヴェル周辺図

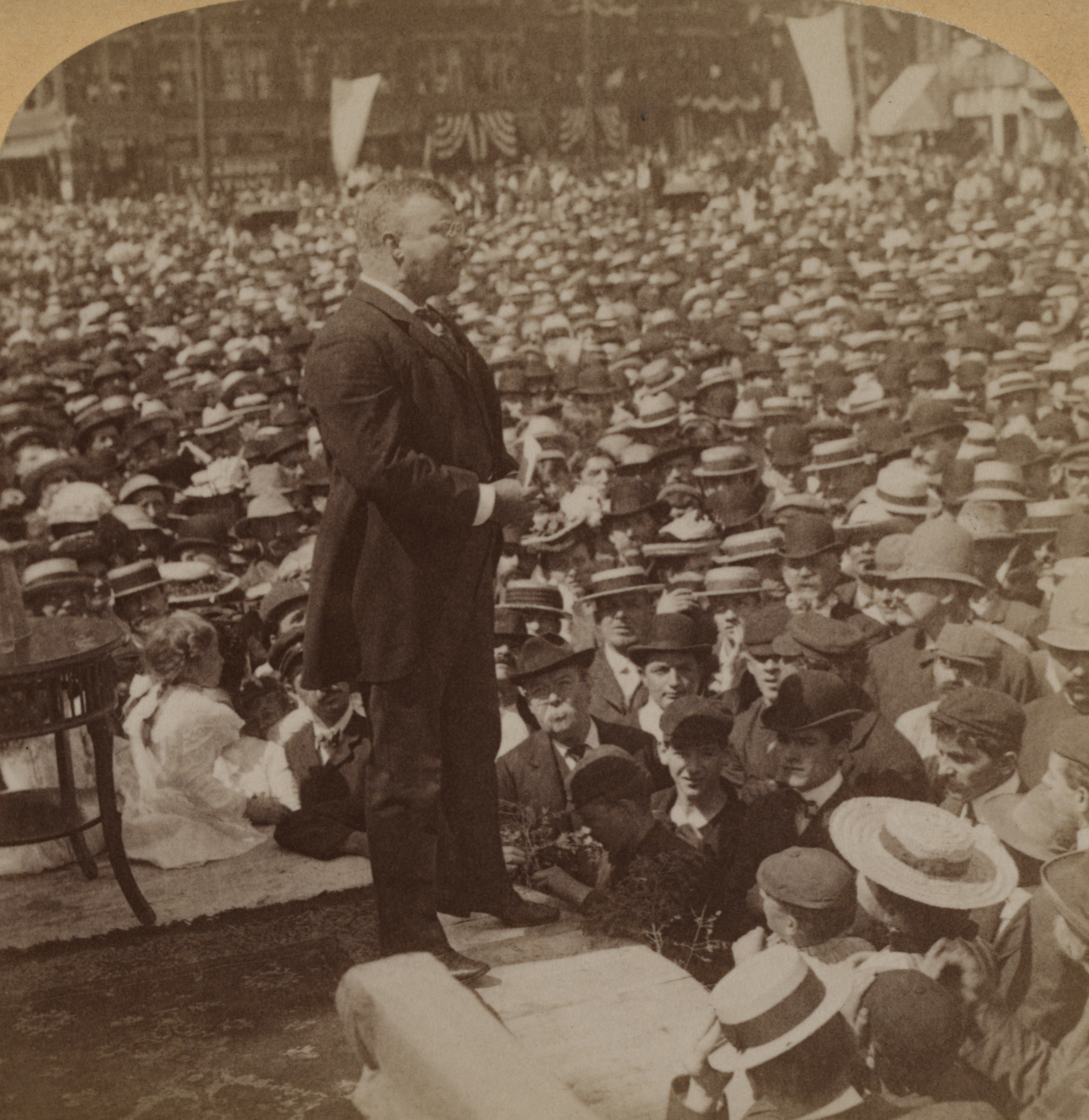
1902年にヘイヴェルを訪れたセオドア・ルーズベルト大統領

町の名はイングランドのヘイヴェル（ヘイバーヒルとも）にちなんで改名された。開拓地最初の牧師ジョン・ウォードの出身地に敬意を表したものだった。最初の開拓地は現在のウォーター通りとミル通しの角周辺にあり、リンウッド墓地と埋葬所に近かった。市の父ウィリアム・ホワイトの家が現在も建っているが、117世紀と18世紀に拡張され、改修されてきている。ホワイツ・コーナー（メリマック通りとメインストリート）はホワイト家のために名付けられ、ボストン美術館にあるホワイト・ファンドも同様である。
ナサニエル・ソルトンストール判事が17世紀にセイラム魔女裁判を主宰する者として選ばれた。しかしソルトンストールはこの裁判がいかがわしいものであると判断し、関与しないようにした。歴史家は、ソルトンストールが裁判に関わることを躊躇したことが、この裁判で最も多くの犠牲者を出した隣町のアンドーバーほど、魔女のヒステリー症状が深く根を下ろさなかった理由の1つだと考えている。しかし、ヘイヴェルの多くの女性が魔女だと告発され、その中の数人がオイアー・アンド・ターミナー裁判所で「有罪」と判定された。
最初の開拓者集団の1人、トリストラム・コフィンが宿屋を経営した。しかしその強いビールに対して町の姿勢に魅力を感じなくなり、1659年にヘイヴェルを離れ、ナンタケット開拓地設立者の一人になった。

### 18世紀
ヘイヴェルは長年フロンティアの町であり、時としてはインディアンの襲撃に遭い、ヌーベルフランスからのフランス植民地軍が伴われる場合もあった。ウィリアム王戦争の時、ハンナ・ダスティンが1697年のヘイブリル襲撃で捕まえられた後に、カトリック教徒に改宗していたインディアン捕獲者を殺し、頭皮を剥いだことで有名になった。ヘイヴェルはアメリカ合衆国で最初に1人の女性を称える像を建てたことで有名になった。19世紀後半、グランドアーミー・レパブリック公園にダスティンを記念する像を発注したのは、毛織物工場の大物であるエゼキエル・J・M・ヘイルだった。ダスティンの像は斧を振りかざし、アベナキ族の頭皮数枚を見せている。ダスティンが捕虜になっていたときの話やその後の脱出、さらに捕まえた者への報復は、著作家コットン・バザーの注意を惹き、彼女に関する作品を書き、彼女は植民地の指導者からインディアンの頭皮に対して報償を要求した。ハンナ・ダスティンはその生涯を通じて論議が多く、彼女が逃げるために殺して頭皮を剥いだというインディアンは彼女を捕まえた者ではなく、また殺した者の中には幼い子供もいたとされたことから、さらに議論を呼んだ（ハンナは問題のある家族でハンナ・エマーソンとして生まれていた。1676年にはその父のマイケル・エマーソンが12歳の娘エリザベスに対する過剰な暴力で罰金を科され、1693年には非嫡出の双子姉妹の死を隠したことで絞首刑にされていた。1683年ハンナの姉妹メアリーは姦淫で鞭打ち刑になっていた）。
1708年、アン女王戦争のとき、当時30家族がいた町は、フランス人、アルゴンキン族、アベナキ族インディアンに襲撃された。他の多くの町と同様に、ヘイヴェルは何度か疫病にも災いされた。1735年11月17日アkら1737年12月31日の間で、ヘイヴェルでは256人の子供がジフテリアで死んだ。
ジョージ・ワシントンが1789年11月4日にヘイヴェルを訪問した。ワシントンはニューイングランドを巡行する「勝利の巡回」の途上にあった。

### 19世紀
1826年、インフルエンザが流行した。
1828年、禁酒協会が設立された。
ヘイヴェル住人は奴隷制度廃止を早くから訴えた者であり、市内には地下鉄道 (秘密結社)の停車駅として機能した多くの家が残っている。1834年、アメリカ反奴隷制度協会の支部が市内で組織化された。1841年、ヘイヴェル市民が連邦議会に対し、北部の資源が奴隷制度を維持するために使われているという根拠で、合衆国を解体することを請願した。ジョン・クインシー・アダムズが1842年1月24日にヘイヴェル請願書を提出した。アダムズはその請願に否定的回答をするよう動議を出したにも拘わらず、この請願書を提出したことで自分を批判させるようにもした。さらにヘイヴェル生まれの詩人ジョン・グリーンリーフ・ウィッティアは声高な奴隷制度廃止論者だった。
ヘイヴェル・アンド・ボストン駅馬車会社は1818年から1837年まで運行していたが、その1837年に鉄道がアンドーバーからヘイブリルまで伸びてきた。その後駅馬車会社ノーザン・アンド・イースタン駅馬車会社に改名した。
ヘイヴェルに大きな勢いを与えたのはエゼキエル・ヘイル・ジュニアとその息子のエゼキエル・ジェイムズ・マディソン・ヘイル（トマス・ヘイルの子孫）だった。1835年夏、ウィンター通りのレンガ造り工場が、エゼキエル・ヘイル・ジュニア・アンド・サンによって建設された。1日に600ヤード (540 m) の毛織フランネルを生産することが意図された。1845年の火事で操業できなくなったときに救援に来たのが21歳でダートマス大学を卒業した息子のエゼキエル・J・M・ヘイルだった。息子はヘイルズ・フォールで工場を再建し、その大きさは二倍に、生産量は三倍近くになった。息子のヘイルがヘイヴェルの大物になった。州上院議員を1期務め、地域で大いに崇拝された。病院や図書館を建設するために多額の寄付を行った。
ヘイヴェルは1870年に市として法人化された。
1882年2月17日早朝、大火が市内の工場地帯の大半を破壊し、炎は10エーカー (40,000 m²) に広がった。消火活動は当時の消火設備が原始的であっただけでなく、強風と凍るような気温が災いした。近くにある水源のメリマック川が凍っており、氷の下に浸けられた消火ホースも凍ってしまった。「ニューヨーク・タイムズ」が翌日、300の企業が破壊され、被害総額は200万ドルに上ると報じた。
1897年、ヘイヴェルはブラッドフォードの町を併合した。ブラッドフォードは元はロウリーの町の一部だった。当時はヘイブリルの製造業が富み栄えていたので、ブラッドフォードにとって有望な併合と見なされた。しかし、ヘイブリルの国際的に著名だった靴製造業が世界恐慌後に衰えた。歴史家は新しい工場や装置への再投資が無かったことや、より安価な製品が輸入されたことを、この産業の衰退原因として挙げている。
1898年、元は靴工場の労働者で、協力食料品店の店員だったジョン・C・チェイスを市長に選出し、アメリカでは初めて社会主義者を市長に選んだ都市となった。チェイスは1899年にも再選されたが、翌年は落選した。

### 20世紀
1926年、別名鼠咬症とも呼ばれるヘイヴェル熱病の名前の元になった。
20世紀初期、市内の製造業は海外からの低価格製品が輸入されたために、圧力を感じるようになっていた。世界恐慌が経済不況をさらに悪化させ、その結果市の指導者は1950年代と1960年代に熱心に都市再生の概念を推進するようになった。メリマック通り北側の大半、ウォーター通り沿い連邦様式の家屋の大半（市の開発最初の100年間のもの）、中心街の全体を壊すためにかなりの連邦予算を受け取った。市の象徴的な建物の多くが失われた。例えば、オッドフェローズ・ホール、旧市役所、第二集会所、ペンタケット・クラブ、旧図書館があった。
この都市再生中に、象徴的な高校、すなわち漫画家ボブ・モンタナのアーチー・コミックに印象を与えた校舎が、誤って「不健全」と宣言され、解体されるところだった。その代りにメインストリートにあった歴史ある市役所が解体され、市はアーチーのギャングの高校校舎を新市役所として使い始めた。
都市再生は議論が多かった。指導的な市民数人が、解体よりも保存のために資金を使うよう主張した。その計画はヘイヴェルでは認められず、メリマック通り、リバー通り、メインストリートの全域を含む歴史ある中心街の大半を解体する道を選んだ。しかし、市内建築物の例はほとんど4世紀にまたがり、豊富にあった。初期コロニアル様式（ホワイトの住居、ダストン・ガリソン邸、1704年建設のジョン・ウォード邸、1691年建設のキンボール酒場、ロックスビレッジの歴史地区）から、中心街にあるヘイヴェル銀行のような1960年代の現代建築まである。市内の中心街に隣接するハイランズ地区は、ヘイヴェルが靴製造の都市として栄えた時代に建設されたビクトリア様式邸宅の様々な例がある。

### 21世紀
21世紀、ヘイヴェル中心街は小さなルネサンスを経験した。住宅の傾向は、長く市長を務めたジェイムズ・J・フィオレンティニが指導した地区割り再設定と組み合わされ、放棄された工場を取り払うための連邦と州の資金を使い、幾つかの廃工場をロフト・アパートと集合住宅に転換することになった。中心街の旧工場地帯に公的および民間投資合計で1億5,000万ドルが投じられた。さらにワシントン通り地区は食事と娯楽のスポットとなり、連邦、州および地元の資金がグラニット通りのガソリンスタンド除去に貢献し、平地にして、350台分の駐車場となった。市は中心街に新しいボードウォークとボート・ドックを設置するために、連邦と州と民間の資金を獲得できた。近年、市はフィオレンティニ市長が提案した中心街地区指定再設定を完了し、アーティストが住み働くスペースとし、教育目的で使われるようにした。この市の努力にも拘わらず、旧ウールワース百貨店など古い建物は空室のままであり、利用されていない。現在はメインストリートとメリマック通りの交差点で40年間板貼りのままになっている。

## 高等教育
ヘイヴェル市にはノーザン・エセックス・コミュニティカレッジの主キャンパスがある。ブラッドフォード・カレッジは、2000年に閉鎖されるまで、教養系教育を提供していた。2007年、ザイオン・バイブル・カレッジ、現在のノースポイント・バイブル・カレッジができた。近年マサチューセッツ大学ローウェル校がヘイブリルに衛星キャンパスを置く計画を発表し、ノーザン・エセックス・コミュニティカレッジで幾つかの授業を始めた。

## 地理

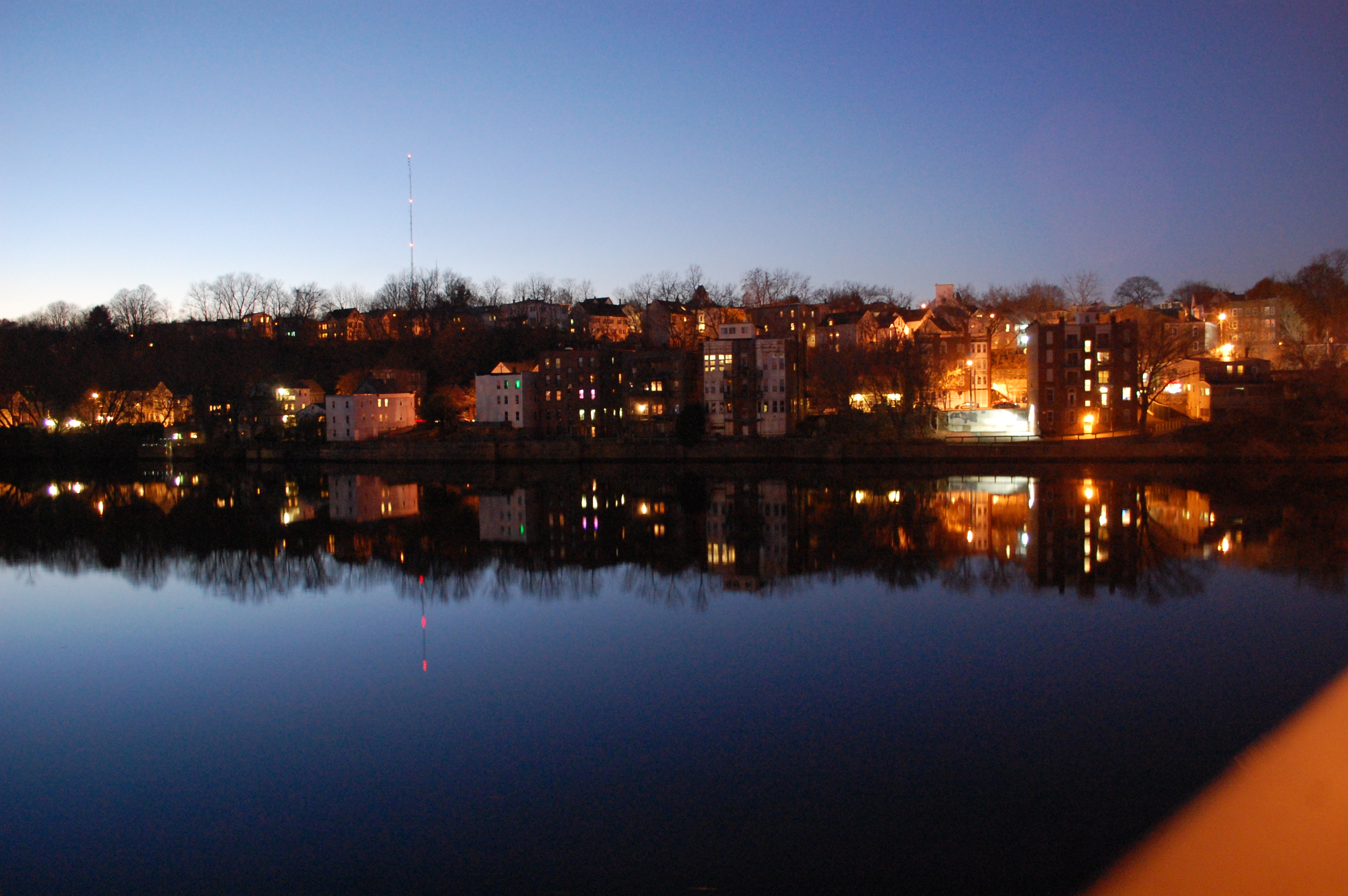
夜のヘイヴェル中心街とメリマック川

ヘイヴェル市は北緯42度46分41秒 西経71度5分6秒 / 北緯42.77806度 西経71.08500度 (42.778090, -71.084916)に位置している。
アメリカ合衆国国勢調査局に拠れば、市域全面積は35.6平方マイル (92.3 km2)であり、このうち陸地33.0平方マイル (85.4 km2)、水域は2.7平方マイル (6.9 km2)で水域率は7.47%である。ヘイブリル市は、面積で州内第60位、エセックス郡の市と町では最大である。市内をリトル川とメリマック川が流れている。メリマック川がブラッドフォード地区を市内の他地区と分けている。最新アメリカ地質調査所7.5分地形図（2011年-2012年）に拠れば、市内最高地点は標高102メートルあるほぼ同じ高さの2つのコブである氷堆丘、エアーズヒルにある。市内には幾つか池や湖があり、またゴルフコースも3つある。
ヘイヴェルの北東はメリマック町、東はウェストニューベリー町とグローブランド町、南はボックスフォード町とノースアンドーバー町の小部分、南西はマスーアン市、北はセイラム市、アトキンソン町、プレイストウ町に接している。市の中心はローレンスの北東13キロメートル、ニューハンプシャー州マンチェスターの南東43キロメートル、ボストン市の北50キロメートルの位置にある。

## 交通

### 空港
最寄りの小型飛行機空港はノースアンドーバーのローレンス市民空港である。最寄りの主要空港はニューハンプシャー州マンチェスターのマンチェスター・ボストン地域空港、国際便ならボストンのジェネラル・エドワード・ローレンス・ローガン国際空港がある。

### 鉄道

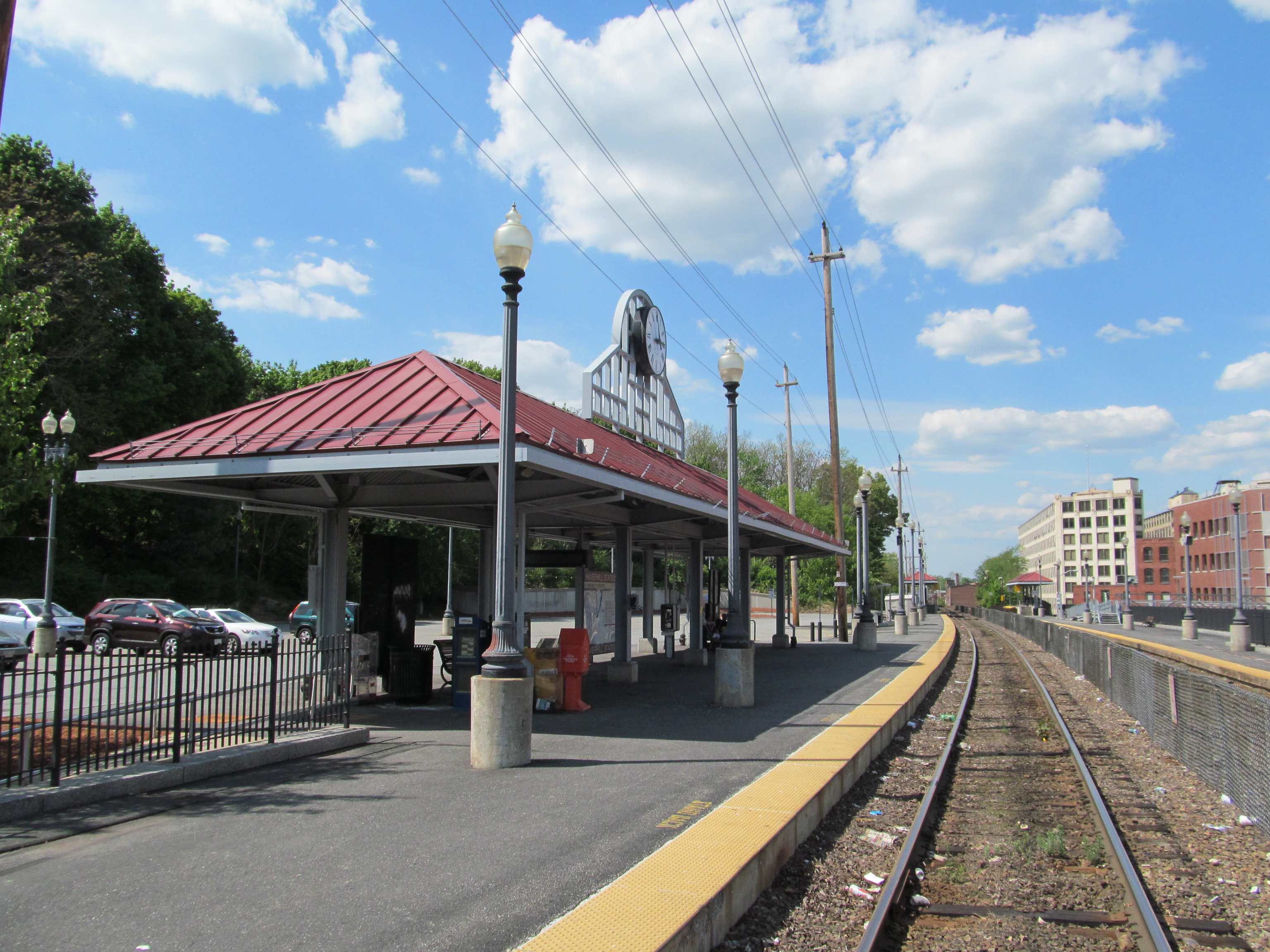
ヘイブリル駅

ワシントン・ストリートにあるヘイブリル駅は、マサチューセッツ湾交通局通勤線のヘイブリル線の駅である。この駅にはアムトラックのブランズウィックとボストン間の昼行中距離列車ダウンイースター号が1日5往復停車する。列車はボストンのノース駅に到着する。

### バス
メリマック・バレー地域交通局の路線バスが運行している。

### 道路
ヘイヴェル市は州間高速道路495号線が通っており、市内に出口が5つある。市内を通る州道は97号線、108号線、110号線、113号線、125号線の5本がある。108号線、125号線はニューハンプシャー州境が北端である。その先はニューハンプシャー州道となる。108号線以外の州道は少なくとも一部が町の道路と合流している。メリマック川には道路橋6本と鉄道橋1本が架かっている。2010年、ベイツ橋を60フィート (18 m) 下流に架け替える計画が始まった。工事期間は2年ないし3年、費用は約4,500万ドルと見込まれている。

## 人口動態
以下は2010年国勢調査による人口統計データである。
| 基礎データ - 人口: 60,879 人 - 世帯数: 25,576 世帯 - 家族数: 14,865 家族 - 人口密度: 683.1人/km2（1,846.5 人/mi2） - 住居数: 23,737 軒 - 住居密度: 275.0軒/km2（712.2 軒/mi2） 人種別人口構成 - 白人: 88.3% - アフリカン・アメリカン: 4.5% - ネイティブ・アメリカン: 0.3% - アジア人: 1.6% - 太平洋諸島系: 0.03% - その他の人種: 4.30% - 混血: 2.6% - ヒスパニック・ラテン系: 14.5% - プエルトリコ系：5.8% - ドミニカ系：4.6% - メキシコ系：0.9% - グアテマラ系：0.5% - エルサルバドル系：0.3% - コロンビア系：0.3% - キューバ系：0.2% 先祖による構成 - アイルランド系：16.8% - イタリア系：14.6% - フランス系：10.1% - イギリス系：9.0% - フランス系カナダ人：7.8% - アメリカ人：6.3% | 年齢別人口構成 - 18歳未満: 25.7% - 18-24歳: 7.7% - 25-44歳: 33.5% - 45-64歳: 20.4% - 65歳以上: 12.8% - 年齢の中央値: 36歳 - 性比（女性100人あたり男性の人口） - 総人口: 90.3 - 18歳以上: 85.7 世帯と家族（対世帯数） - 18歳未満の子供がいる: 33.0% - 結婚・同居している夫婦: 47.0% - 未婚・離婚・死別女性が世帯主: 13.4% - 非家族世帯: 35.3% - 単身世帯: 28.6% - 65歳以上の老人1人暮らし: 10.3% - 平均構成人数 - 世帯: 2.51人 - 家族: 3.11人 収入と家計 - 収入の中央値 - 世帯: 49,833米ドル - 家族: 59,772米ドル - 性別 - 男性: 41,197米ドル - 女性: 31,779米ドル - 人口1人あたり収入: 23,280米ドル - 貧困線以下 - 対人口: 9.1% - 対家族数: 7.0% - 18歳未満: 12.3% - 65歳以上: 10.0% |

## 見どころ

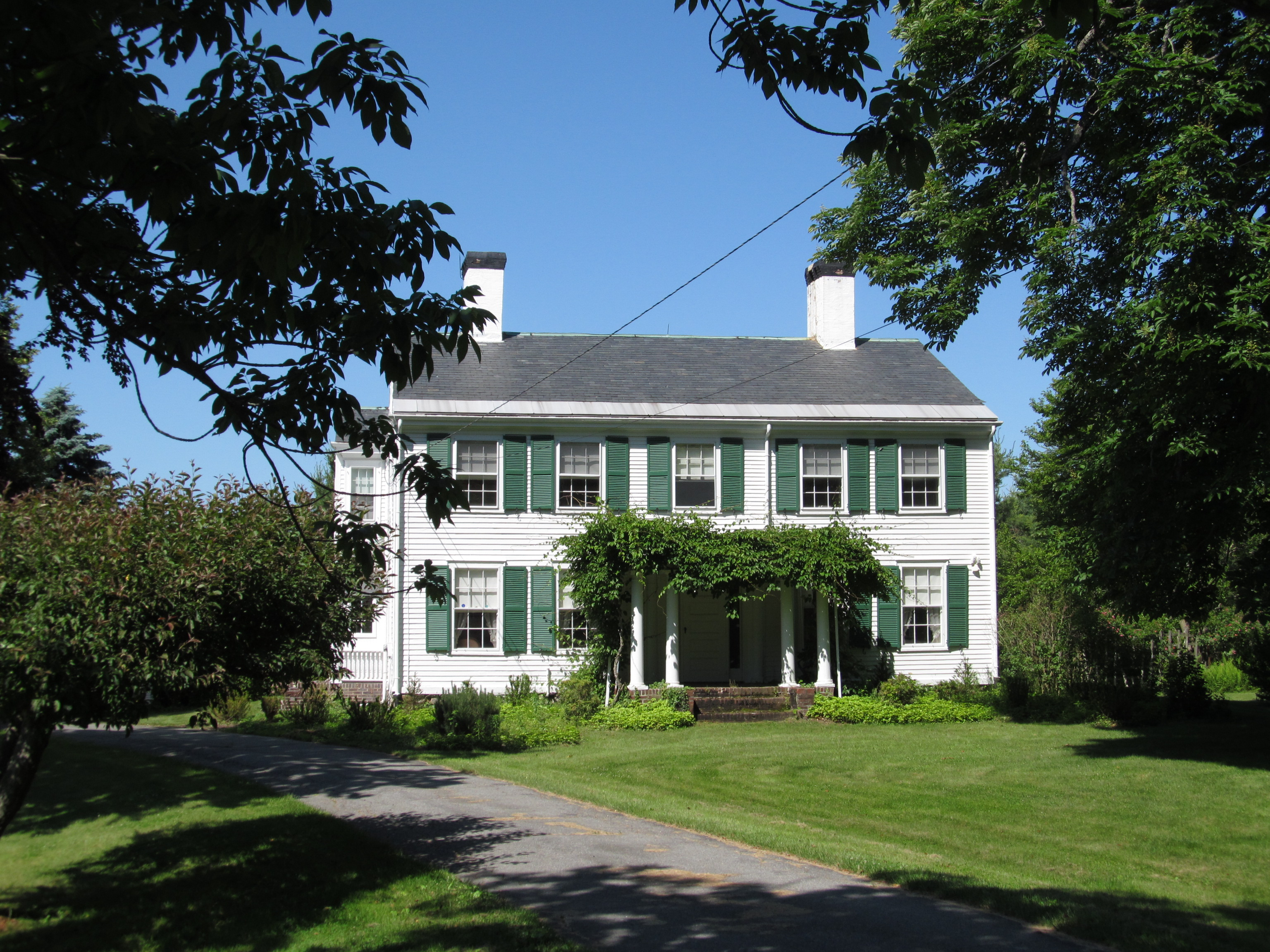
タターソール農園

- ヘイヴェル・スタジアム（現トリニティ・スタジアム）[27]
- ブラッドフォード・カレッジ
- バトンウッズ博物館、ヘイヴェル歴史協会[28]
- ジョン・グリーンリーフ・ウィッティア屋敷[29]
- ヘイヴェル時計台、ウォルナット広場学校
- タターソール農園
- ウィネケニ公園保存地域、ウィネケニ城とソルトンストール湖を含む
- ヘイヴェル中心街、レストラン22軒、ドック、メリマック川に臨む小さなボードウォーク2か所

## 著名な出身者、訪問者
ジョージ・ワシントンが1790年代に行った勝利の巡行でヘイヴェルを訪れ、ヘイヴェルは「最大級に美しい村だ」と宣言した。その訪問を称え、メリマック通りの一部をワシントン通りと改名した。ワシントン広場も同様である。
ヘンリー・フォードは市内の歴史ある有料橋料金所の1つを取得し、それをミシガン州ディアボーンに所有するグリーンフィールド村に据え付けた。それはマサチューセッツ州中央部にある歴史あるオールド・スターブリッジ・ビレッジの印象が、フォードの計画には一部入っていたと考えられている。ブラッドフォード・コモンにある白い教会のデザインや優美なプロポーションにも印象を受け、その大きさを測定し、資金を集め、その複製を国内のあちこちに建設した。
ヘイヴェルを訪れたその他の著名人には、多くの大統領もおり、若き日の作家ヘンリー・デイヴィッド・ソローは19世紀に土地測量士という仕事で市を訪れていた。画家のヘンリー・ベイコン（1839年-1912年）はヘイヴェルで生まれた。
ハリウッドの大物ルイス・B・メイヤーはヘイヴェルで一連の劇場の1つを運営することで、そのショービジネスを始めた。
元の捕鯨業者ローランド・H・メイシーは、1851年にメリマック通り、現在のA-1デリの場所で最初の乾物店を開いた。この店は後のメイシーズ百貨店の前身となり、この中心街で最初の感謝祭パレードを開催した。
ヘイヴェルはコミックの「アーチー」に大きな印象を与えた。その創設者ボブ・モンタナはヘイヴェルに住み、1936年から1939年までヘイヴェル高校に通った。彼は旧高校校舎（現市役所）にリバーデール高校を置き、登場人物のアーチー、ジャグヘッド、ベロニカ、ベティ、レジーなどをヘイヴェル高校の級友とした。アーチー・コミックの「チョクリット・ショップ」は、1930年代に実際にメリマック通りで営業していてチョコレート店かヒントを得ていた。
アムトラックはメイン州ポートランド市からボストン市まで列車「ダウンイースター」を走らせており、その乗客からヘイヴェルは親しまれてきた。車掌はこの地を「メリマック・バレーの王冠に乗る宝石」と言っている。
その他著名な住人には次の者がいる。
- アレクサンダー・グラハム・ベル（1847年–1922年）、発明家、電話を発明、ヘイブリルではまず聴覚障害のあった製靴業界大立者の息子の家庭教師としてかなりの期間を過ごした。その大立者は後にベルの電話に投資した
- モーゼス・ヘイズン（1733年–1803年）、アメリカ独立戦争時の大陸軍の将軍
- ダンカン・マクドゥーガル、医師、その研究が映画『21グラム』のヒントになった
- ウィリアム・ヘンリー・ムーディ（1853年–1917年）、アメリカ合衆国最高裁判所判事、リジー・ボーデン裁判のときの検事
- カルロス・ペーニャ、メジャーリーグベースボール選手、ロサンゼルス・エンゼルス他
- ジェームズ・ロスマン、細胞生物学者
- ロブ・ゾンビ（1965年 – ）、本名ロバート・カミングス、ミュージシャン、映画監督、ホワイト・ゾンビの設立メンバー
- アンドレ・デビュース（1936年–1999年）、短編作家、エッセイスト